# Adolphe Lalauze
Pour les articles homonymes, voir Lalauze.
Adolphe Lalauze né à Rive-de-Gier le 8 octobre 1838 et mort à Milly-la-Forêt en 1906 est un graveur, illustrateur et peintre français.
Il est le père du peintre Alphonse Lalauze (1872-1936).

## Biographie
Adolphe Lalauze étudie à l'école des beaux-arts de Toulouse. Ayant entamé une carrière de contrôleur de l'enregistrement, il est encouragé par le graveur Léon Gaucherel, dont il était élève, à persévérer dans la gravure. Il débute au Salon en 1872, obtient une médaille de troisième classe en 1876, puis une médaille de deuxième classe en 1878 et enfin une médaille de bronze lors de l'Exposition universelle de Paris de 1889. Il est nommé chevalier de la Légion d'honneur en 1895.
Lalauze est proche de l'éditeur Alfred Cadart : il produit, entre autres, douze gravures pour L'Illustration nouvelle (1868-1881) et quatre gravures pour l'album L'Eau forte en… (1874-1881).
Ses images tendres, souvent sur le registre du conte, et travaillées sur acier avec finesse, comme des milliers de griffures de petites aiguilles, valurent à Lalauze d'être souvent sollicité pour illustrer des romans et nouvelles, notamment pour des ouvrages de bibliophilie publiés par Damase Jouaust, et dont il exécute les nombreux frontispices.

Œuvres d'Adolphe Lalauze
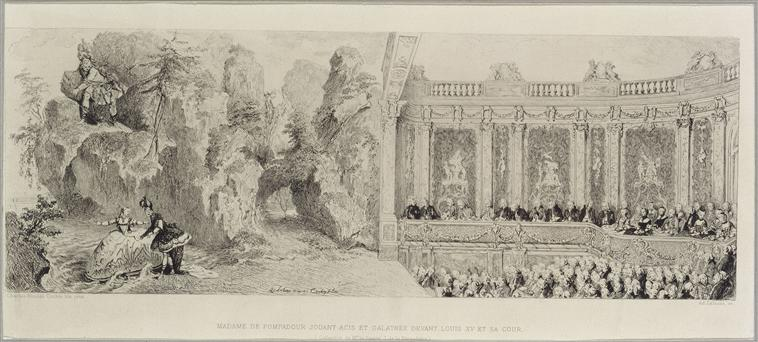
Madame de Pompadour jouant Acis et Galathée devant Louis XV et sa cour (1749), gravure d'après Charles-Nicolas Cochin le Jeune, Versailles, musée national du château et des Trianons.
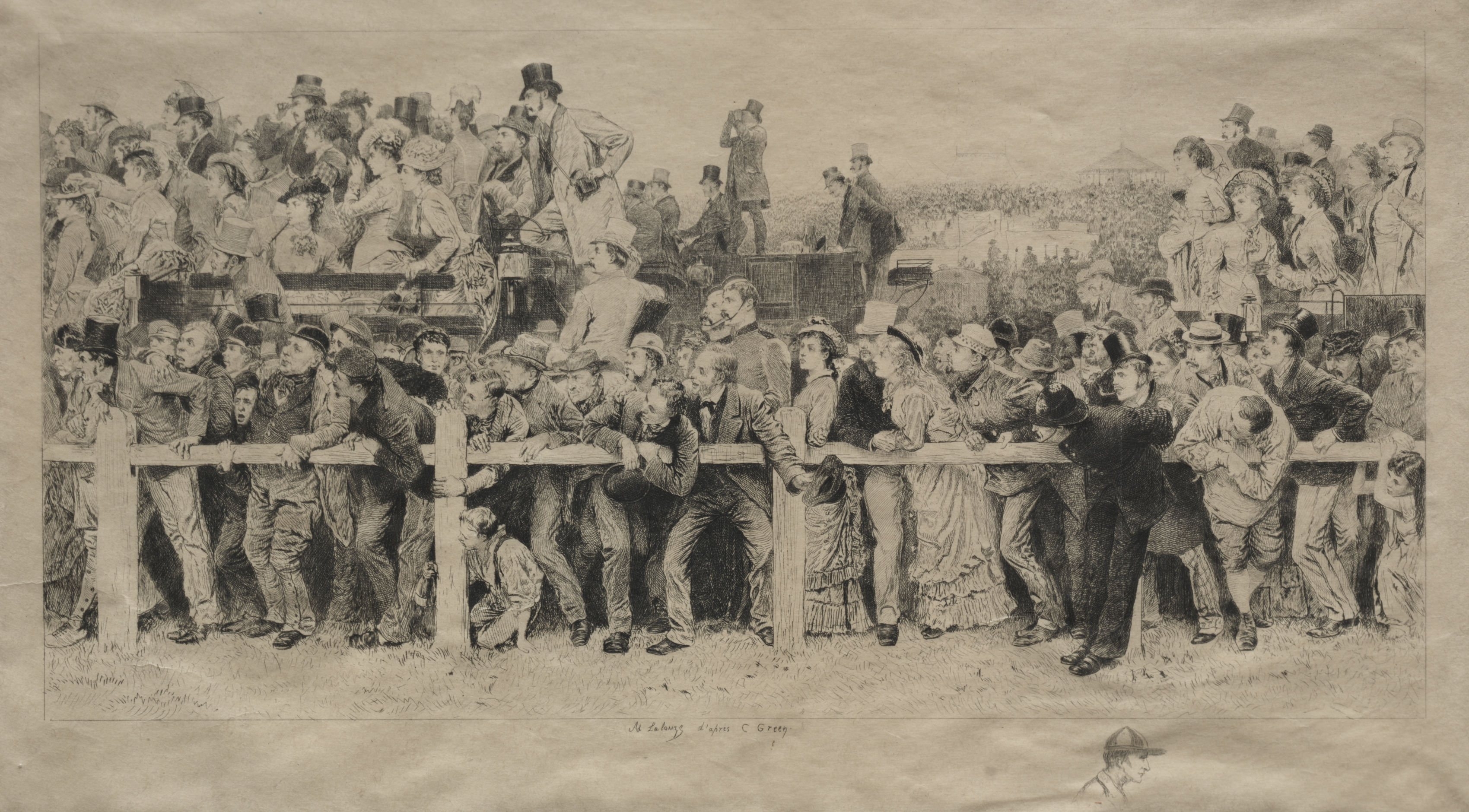
Une Scène au derby, gravure d'après Charles Green (en), Cleveland Museum of Art.
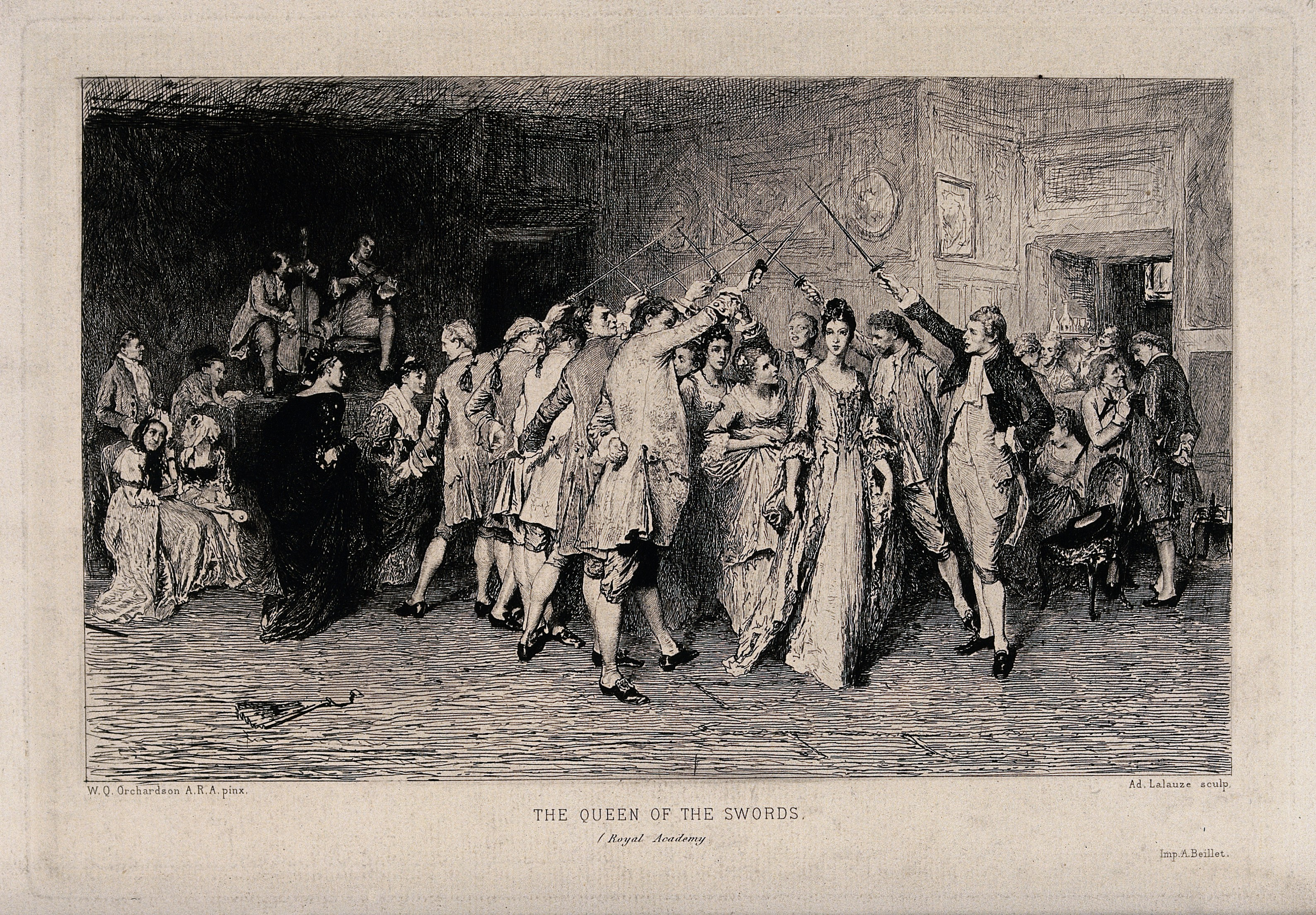
La Reine des épées, gravure d'après William Quiller Orchardson.
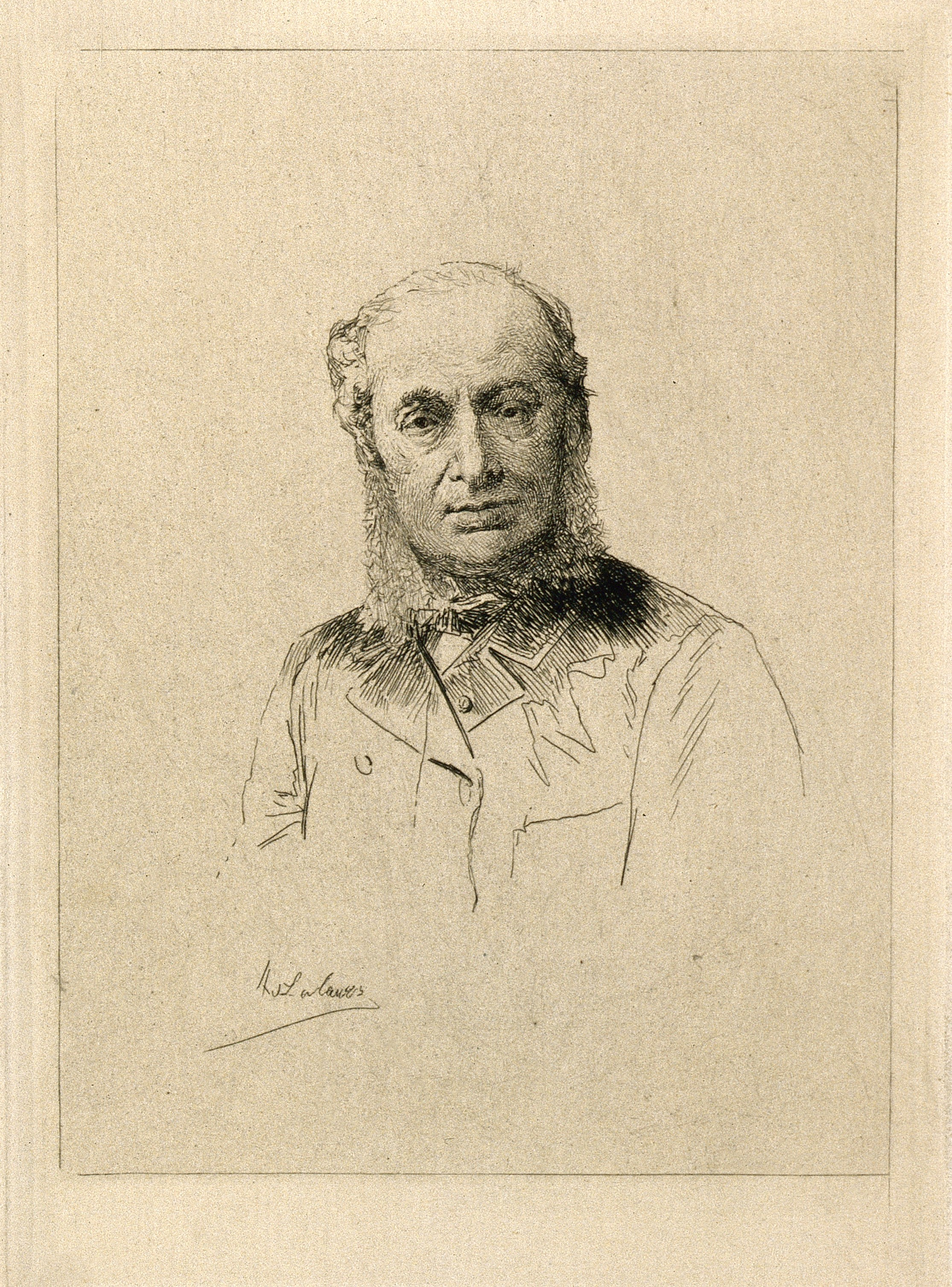
Eugène Bouchut, gravure.